# Mikojan-Gurevitj MiG-25
Mikojan-Gurevitj MiG-25 (NATO-rapporteringsnamn: Foxbat) är ett sovjetiskt/ryskt jaktflygplan som byggdes för det sovjetiska flygvapnet under 1960-talet för att kunna hinna med och genskjuta de amerikanska bombflygplan som höll på utvecklas. MiG-25 utvecklades för att ha kapacitet att flyga på hög höjd och i högre hastighet än andra jaktflygplan
Flygplanet blev närmare känt för västländerna när Viktor Belenko 1976 hoppade av sin tjänst vid det sovjetiska flygvapnet och flög sin MiG-25 till Hakodate i Japan.

## Historia
Under början av 1950-talet hade USA och Sovjetunionen beställt en ny generation snabba jetflygplan för en ny typ av krigföring. En ny generation jetdrivna långdistansbombplan (B-47 och senare B-52) och högflygande spaningsplan (Lockheed U-2, senare SR-71). För att kunna möta dessa nya hot påbörjade Sovjetunionen utvecklingen ett nytt jaktplan som med förmågan att snabbt kunna ta sig upp till höga höjder för att bekämpa de amerikanska flygplanen. 

## Utveckling
Efter ha genomgått flera utvecklingsfaser testflögs MiG-25 första gången 6 mars 1964. År 1967 satte den sovjetiska piloten Mikhail M. Komarov nytt hastighetsrekord på 2 981,5 km/h för jetdrivet flygplan. Samma pilot satte också samma år nytt höjdrekord med 29 977 meter. USA trodde först, på grund av planets stora stjärtroder, att planet var ett nytt jaktflygplan med mycket god manöverförmåga. MiG-25 var dock inte avsedd för en högre belastning än 4,5 G och var med andra ord inte lämpad för närstrid.

## Produktion/Leverans
År 1970 togs planet officiellt i tjänst i det sovjetiska flygvapnet. Produktionen av planet fortsatte fram till 1984 med totalt 1186 plan. Planet exporterades även utanför Warszawapakten till länder som Irak, Syrien och Indien.
År 2010 hade Ryssland 42 MiG-25RB i tjänst, främst för spaning. Ukraina använde sina MiG-25PDS och MiG-25RBT fram till år 1996, medan Ryssland slopade sina sista MiG-25RB(T) i november 2013.
Syrien hade några enstaka MiG-25 i tjänst för spaning år 2018 , men i brist på reservdelar och piloter infördes flygförbud våren 2020. I augusti 2022 slopade Algeriet sina sista MiG-25.

## Varianter
- Ye-155R – Två prototyper och fyra plan i förproduktion för spaning.
- Ye-155P – Två prototyper och nio plan i förproduktion för jakt.
- Ye-266 – Prototyper och förproduktionsplan för att slå flygrekord och dokumentera till Fédération Aéronautique Internationale.
- MiG-25P (Foxbat-A) – Ensitsigt allväders jaktplan med två jetmotorer Tumansky R-15B-300, radar RP-25 Smerch-A1 och fyra R-40 luft-till-luft-missiler.
- MiG-25PD (Foxbat-E) – Uppdatering från 1979 av MiG-25P med två jetmotorer R-15BD-300 och ny puls-doppler-radar N-005 Saphir-25 (RP-25M) från MiG-23ML med förmåga att se och skjuta neråt. Kunde utrustas med fyra R-60 luft-till-luft-missiler som då ersatte de två yttre placerade R-40. Senare exemplar utrustades med IRST i nosen.
- MiG-25PDS (Foxbat-E) – Uppdatering från 1979 av äldre MiG-25P till MiG-25PD-standard.
- MiG-25PDSL – En MiG-25PD utrustad med elektroniska motmedel (ECM).
- MiG-25PDZ – En MiG-25PD utrustad med lufttankningsprobe.
- MiG-25M – Två exemplar (MiG-25RB och MiG-25PD) med starkare motorer på 98 kN (130 kN med efterbrännkammare).
- Ye-266M – Beteckning på MiG-25M vid flygrekord 1975 och höjdrekord på 37 650 m för jetdrivna flygplan (1977-08-31).
- Izdelye 99 – Två plan med jetmotorer Soloviev D-30F, som sedan användes i MiG-31.
- MiG-25R (Foxbat-B) – Ensitsigt höghöjdsspaningsplan vid dagsljus med kameror och ELINT-utrustning.
- MiG-25RB (Foxbat-B) – Ensitsigt spanings- och bombplan från 1970 av MiG-25R med förbättrade spanings- och Peleng-system för automat-bombning. Kan bära åtta stycken FAB-500-bomber.
- MiG-25RBV –
- MiG-25RBT –
- MiG-25RBN –
- MiG-25RR –
- MiG-25RBK –
- MiG-25RBF –
- MiG-25RBS –
- MiG-25RBSh (Foxbat-D) – MiG-25RBS med Shompol SLAR.
- MiG-25BM (Foxbat-F) – Ensitsigt plan för bekämpning av luftförsvar beväpnad med signalsökande robotar av typen Raduga Ch-58 eller Zvezda Ch-31.
- MiG-25PU (Foxbat-C) – Tvåsitsiga träningsplan av MiG-25P utan vapen och radar med ny nossektion med separata cockpits.
- MiG-25RU (Foxbat-C) – Tvåsitsiga träningsplan för spaning med navigationssystem från MiG-25R.
- Ye-133 – En MiG-25PU till piloten Svetlana Savitskaya att sätta hastighets- och höjdrekord av kvinnor, med början 1975-06-22 och 2 683,45 km/h på sträckan 15-25 km.

## Bilder

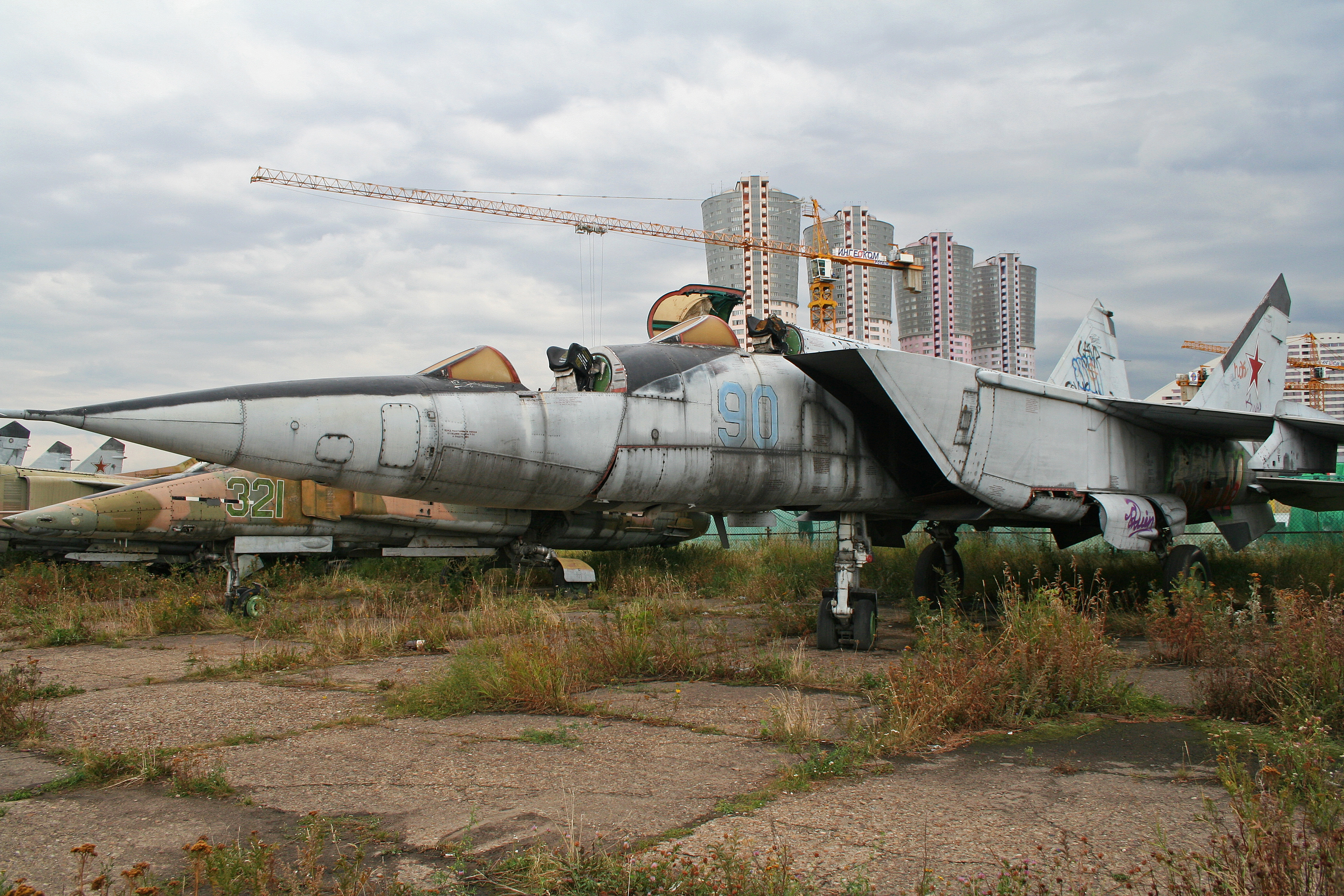
MiG-25RU
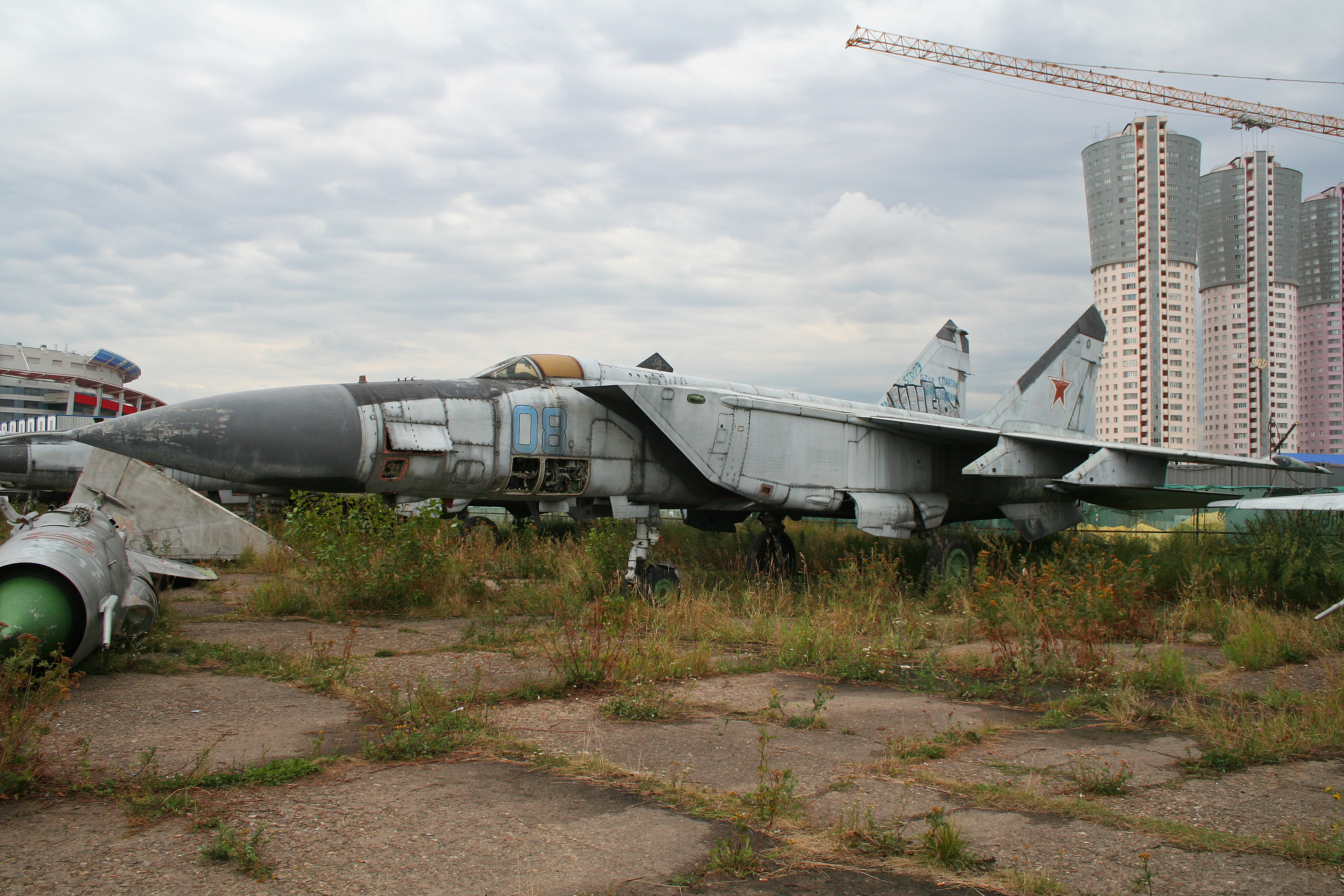
MiG-25PDS
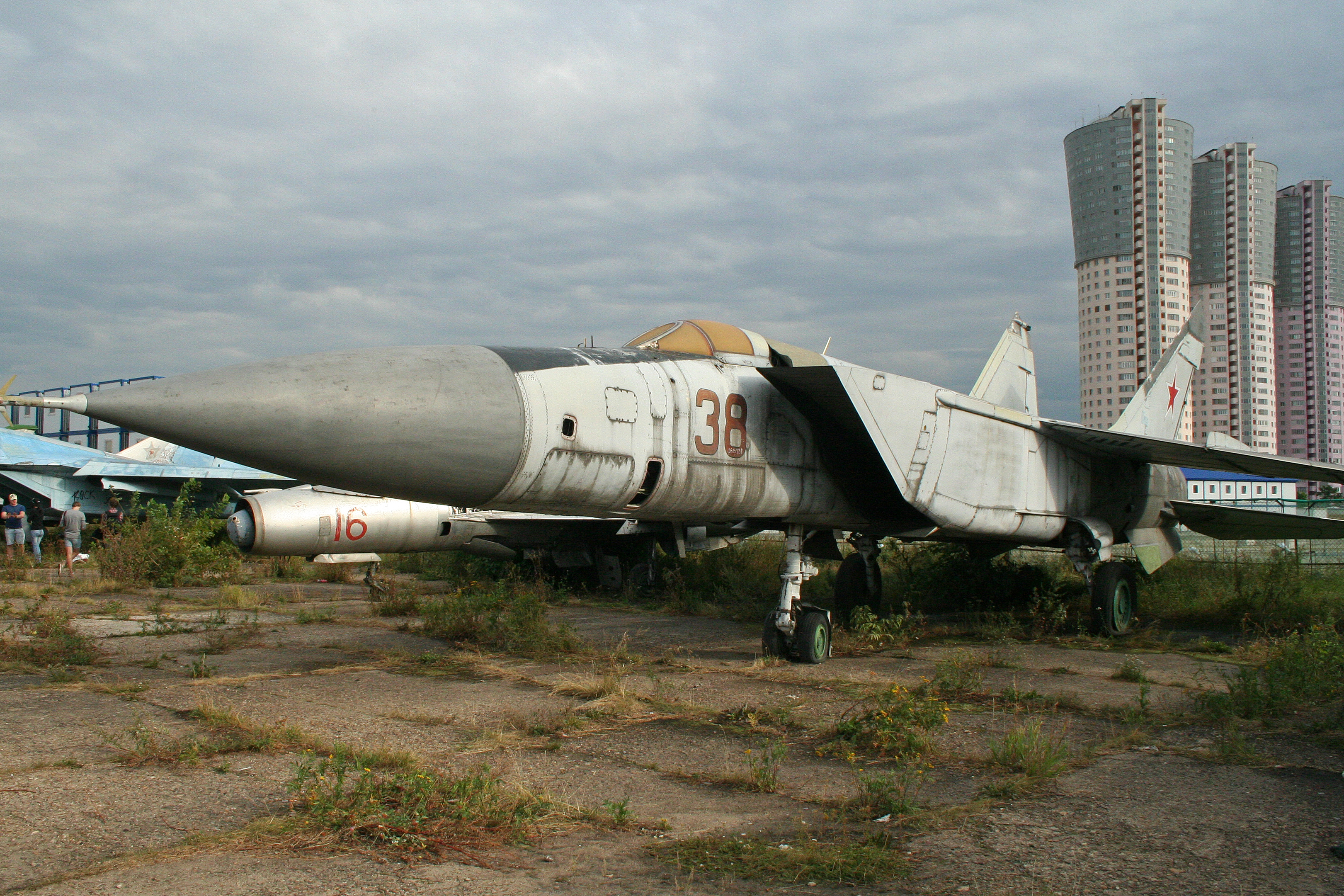
MiG-25P
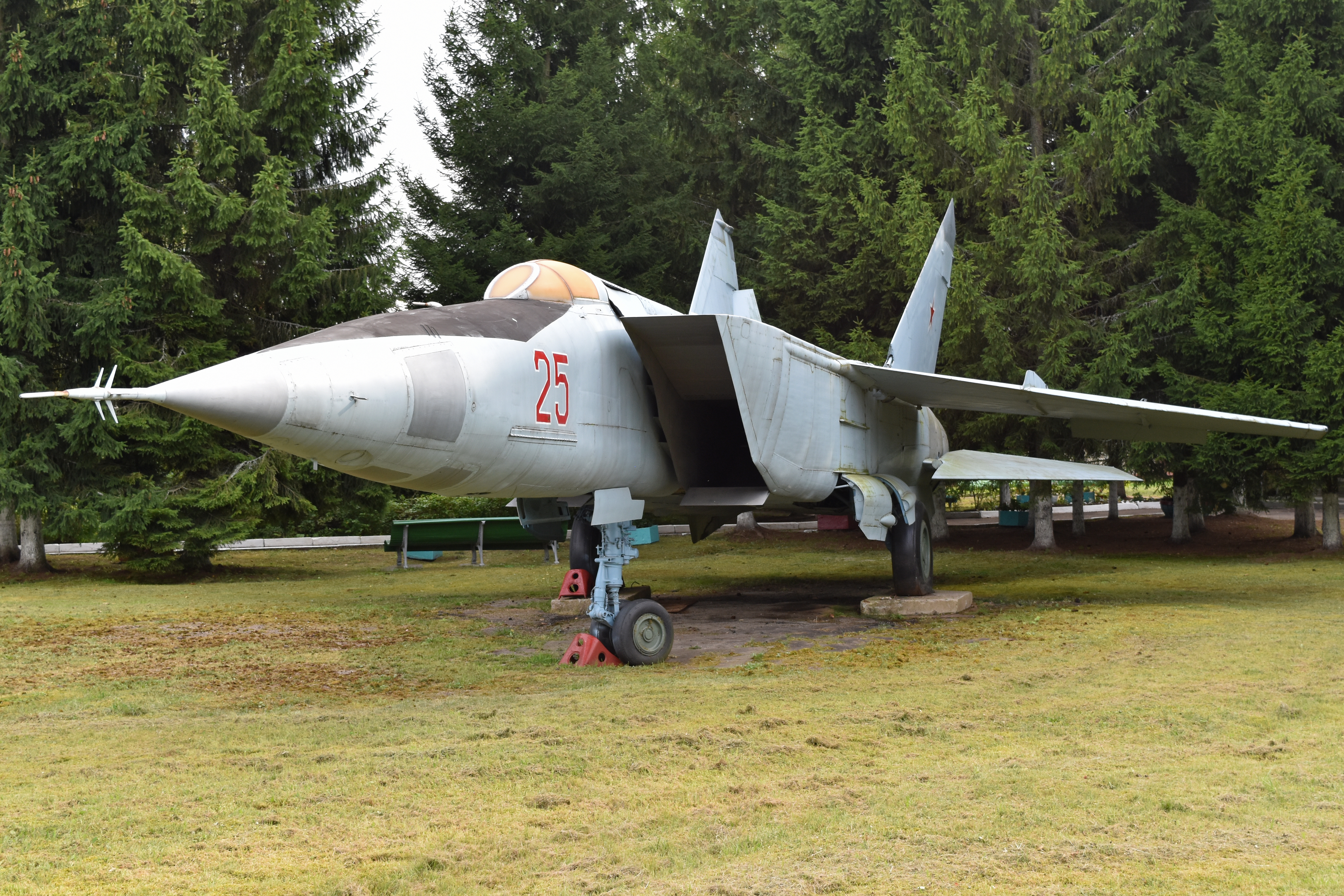
MiG-25R
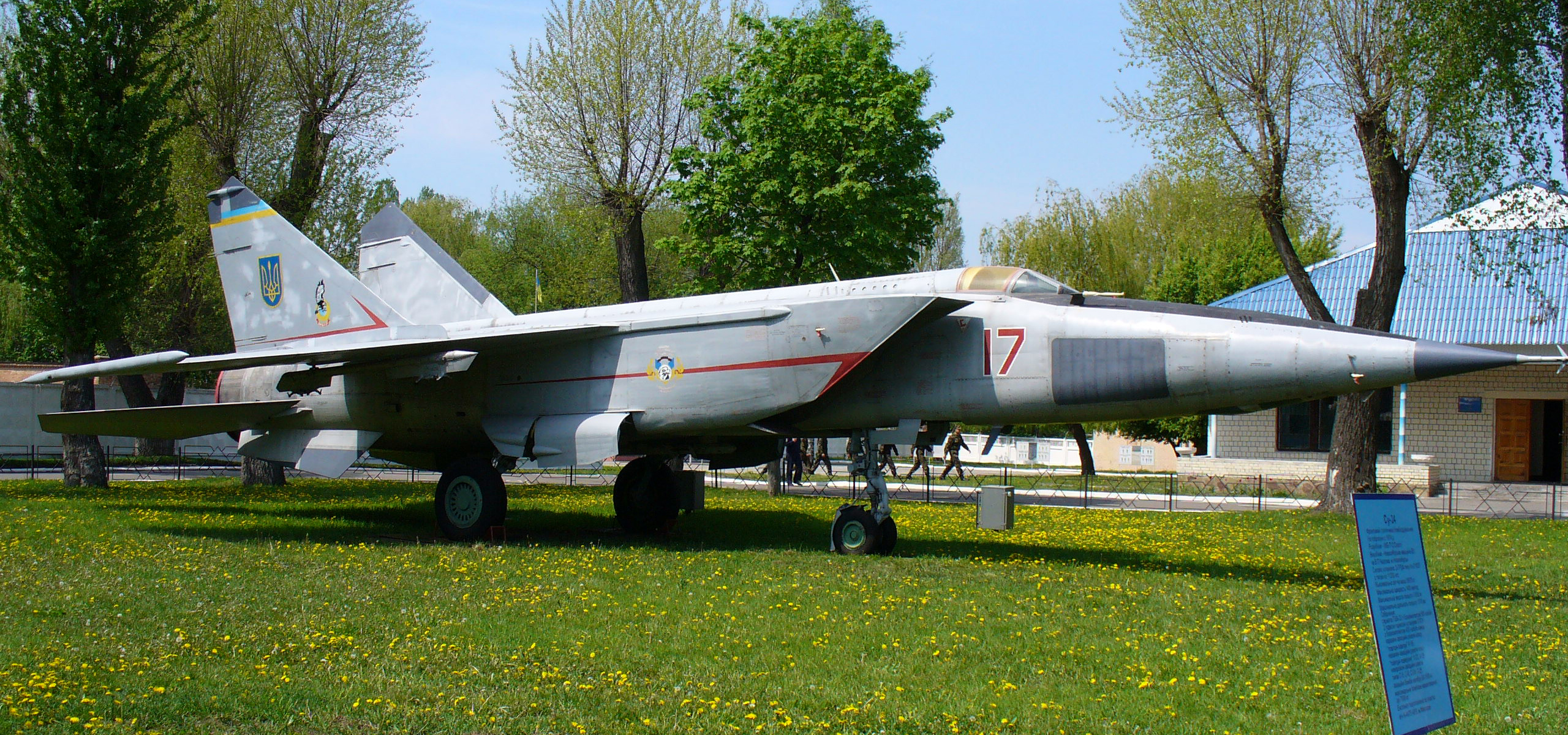
MiG-25RBS
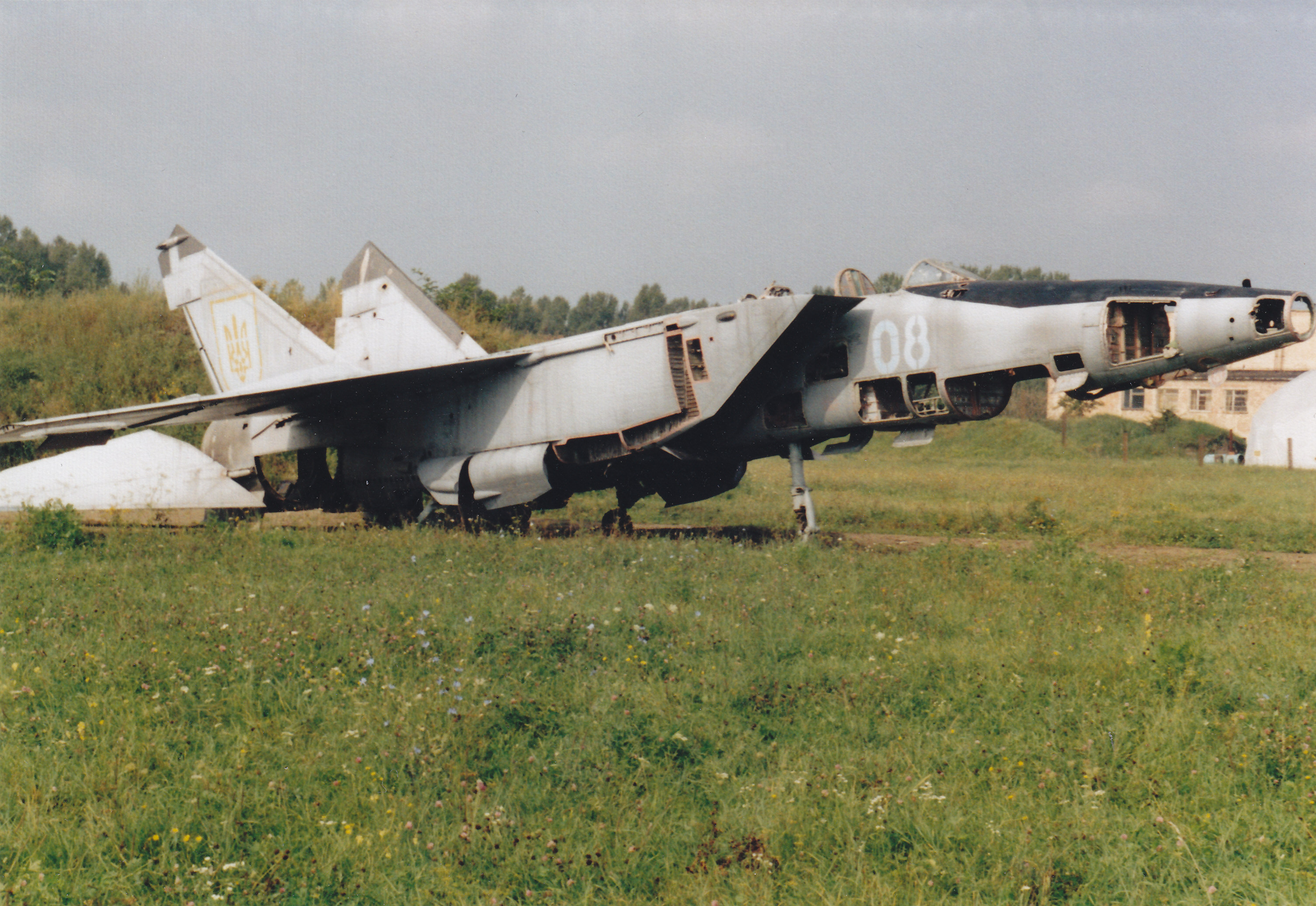
En övergiven MiG-25RB
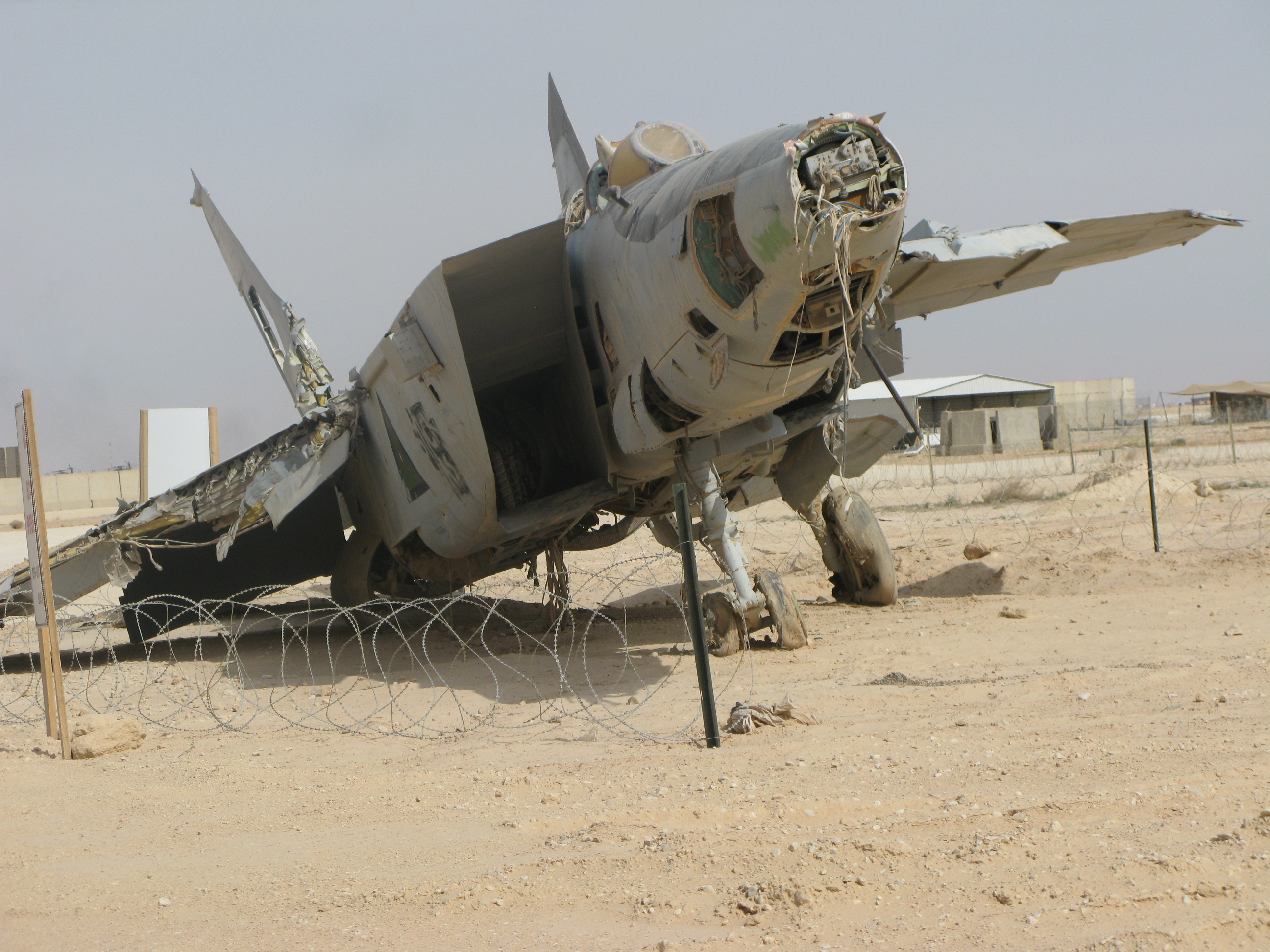
En övergiven irakisk MiG-25.